# Padcaya (plaats)
Padcaya is een plaats in het departement Tarija, Bolivia. Het is de hoofdplaats van de gelijknamige gemeente, gelegen in de provincie Aniceto Arce. 

## Bevolking
| Jaar | Populatie |
| ---- | --------- |
| 1992 | 636       |
| 2001 | 1.133     |
| 2012 | 1.437     |